# Psathyrella fulvescens
Psathyrella fulvescens är en svampart. Psathyrella fulvescens ingår i släktet Psathyrella och familjen Psathyrellaceae.

## Underarter
Arten delas in i följande underarter:
- brevicystis
- fulvescens